# Amtsgericht Füssen

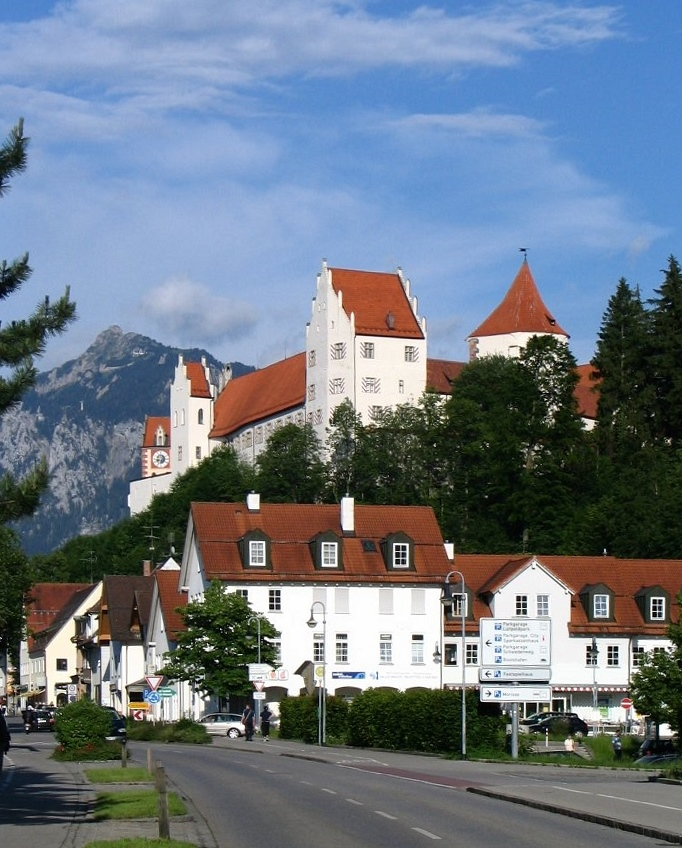
Das Hohe Schloss über Füssen

Das Amtsgericht Füssen war ein von 1879 bis 1973 bestehendes bayerisches Gericht der ordentlichen Gerichtsbarkeit mit Sitz in der Stadt Füssen. Bis 2005 war es noch Zweigstelle des Amtsgerichts Kaufbeuren.

## Geschichte
Mit Inkrafttreten des Gerichtsverfassungsgesetzes am 1. Oktober 1879 wurde ein Amtsgericht in Füssen gebildet, dessen Sprengel identisch mit dem vorherigen Landgerichtsbezirk Füssen war. Es wurde zum 1. Juli 1973 in eine Zweigstelle des Amtsgerichts Kaufbeuren umgewandelt, die noch bis 30. Juni 2005 bestand.

## Gerichtsgebäude
Das Amtsgericht Füssen nutzte Räumlichkeiten im Füssener Schloss.